# Dicranomyia liberta
Dicranomyia liberta är en tvåvingeart som beskrevs av Osten Sacken 1860. Dicranomyia liberta ingår i släktet Dicranomyia och familjen småharkrankar. Inga underarter finns listade i Catalogue of Life.